# La Pension Radicelle
La Pension Radicelle è una serie di fumetti umoristici di Eugène Gire pubblicata sul settimanale giovanile francese Vaillant da giugno 1947 a luglio 1968. È stato oggetto anche di varie raccolte di album in particolare con le edizioni Glénat.
La serie si svolge in una pensione gestita da Madame Radicelle, che si confronta con le stranezze dei suoi residenti, tra cui uno scienziato, Saturnin, un ex boscimano, Isidore, e una cuoca, Tante Bouille. "La Pensione Radicelle è una storia bizzarra", a volte quasi assurda, che si estende per più di mille pagine.
Quando Gire dovette abbandonare La Pension Radicelle per motivi di salute, il figlio Michel-Paul Giroud riprese uno dei suoi personaggi per creare una serie di gag Les Découvertes de Saturnin, pubblicata dal luglio 1968 al febbraio 1969, e non mantenuta quando Vaillant divenne Pif Gadget.